# ديفيد ستار
ديفيد ستار (بالإنجليزية: David Starr)‏ هو مصارع محترف أمريكي، ولد في 18 فبراير 1991 في فيلادلفيا في الولايات المتحدة.

## وصلات خارجية
- ديفيد ستار على موقع CageMatch worker (الإنجليزية)

- الموقع الرسمي
- ديفيد ستار على موقع IMDb (الإنجليزية)
- ديفيد ستار على موقع قاعدة بيانات الفيلم (الإنجليزية)